# Baptism
Baptism é o sétimo álbum de estúdio do cantor Lenny Kravitz, lançado em 2004.
| Críticas profissionais                                                      | Críticas profissionais |
| Avaliações da crítica                                                       | Avaliações da crítica  |
| Fonte                                                                       | Avaliação              |
| --------------------------------------------------------------------------- | ---------------------- |
| allmusic                                                                    | [ 1 ]                  |
| Entertainment Weekly                                                        | [ 2 ]                  |
| Rolling Stone                                                               | [ 3 ]                  |
| Esta tabela precisa de ser acompanhada por texto em prosa. Consulte o guia. |                        |

## Faixas
1. "Minister of Rock 'n Roll"
2. "I Don't Want to Be a Star"
3. "Lady"
4. "Calling All Angels"
5. "California"
6. "Sistamamalover"
7. "Where Are We Runnin'?"
8. "Baptized"
9. "Flash"
10. "What Did I Do With My Life?"
11. "Storm" (com Jay-Z)
12. "The Other Side"
13. "Destiny"
14. "Uncharted Terrain" (Faixa bônus na versão japonesa)

## Desempenho nas paradas
Álbum